# Chapelle Saint-Joseph de Montigny-en-Gohelle
La chapelle Saint-Joseph est une ancienne chapelle sise à Montigny-en-Gohelle dans le Pas-de-Calais. Cette chapelle desservait la cité minière de la fosse n° 7 - 19 des mines de Courrières.

## Histoire et description
Les mineurs polonais de la fosse n° 7 - 19 avaient besoin d'une chapelle, plus près de leur cité (dite de la plaine du 7) que l'église Sainte-Marie-Madeleine, en ville. Aussi en 1948, est-il décidé sous l'impulsion de l'abbé Bernard de construire par souscription une chapelle en parpaings dédiée à saint Joseph. Les travaux sont rapidement menés avec l'aide de la population qui n'hésite pas à aider au chantier en dehors des heures de travail. La chapelle est bénie pour la Noël 1948 et le cardinal Montini (futur Paul VI) envoie un télégramme de félicitation de la part du pape Pie XII, la veille de Noël. Les offices sont célébrés en latin (langue liturgique de l'époque) avec alternativement, lectures, chants et sermon pour un jour en polonais et pour un autre jour en français. L'église est une vaste salle rectangulaire terminée par un chœur marqué par deux fenêtres ogivales. Une chapelle et une sacristie forment une sorte de transept. Le petit édifice est recouvert de tôle ondulée et surplombé d'un clocheton de ciment. Deux arcs de briques dessinent deux ogives sur la façade, la première entourant le portail, la seconde pointant jusqu'à une niche qui autrefois contenait une statue de saint Joseph et de l'Enfant Jésus. Le portail est surmonté d'un petit auvent, épousant la forme de l'ogive. Au début des années 1960, les puits sont remblayés; au fil des années, la baisse de la pratique catholique s'installe dans la région. Dans les années 1980,  la Compagnie des Houillères cède la chapelle à la municipalité. Finalement la chapelle ferme dans les années 1990. Le conseil municipal décide de la démolir en décembre 2014 à cause d'insalubrité. C'est chose faite en 2016.